# Pound Puppies: Psia paczka
Pound Puppies: Psia paczka (ang. Pound Puppies) – amerykańsko-kanadyjski serial animowany wyprodukowany przez Hasbro Studios.
Światowa premiera serialu miała miejsce 10 października 2010 roku na amerykańskim kanale The Hub. W Polsce premiera serialu odbyła się 1 stycznia 2013 roku na kanale teleTOON+.

## Fabuła
Serial opowiada o perypetiach grupy dzielnych psów, które ratują z opresji inne czworonogi. Ich najważniejszą misją jest szukanie domów dla bezpańskich szczeniaków. Lucky wraz z jamniczką Strudel, sprytną Chihuahuą, opiekuńczą bokserką Cookie oraz niezdarnym owczarkiem Nibletem przeżywają niesamowite przygody.

## Postacie

### Główni bohaterowie

#### Psy
- Lucky – mieszaniec, lider oddziału schroniska 17. Mądry, przyjazny, cierpliwy, inteligentny i odważny. Zawsze znajdzie szczeniakowi dom. Jest z wzajemnością zakochany w Cookie, ale ukrywa, co do niej czuje (choć w odcinku „When Niblet Met Giblet” próbuje wyznać jej miłość). Ma dość sceptyczne podejście do kotów. Nienawidzi kojotów (tym bardziej, że z jednym z nich chciała uciec Cookie). Jego właścicielką jest Dot.
- Cookie – samica boksera, zastępczyni Lucky’ego, w którym jest potajemnie zakochana. Mądra, twarda, zdecydowana, odważna, acz troskliwa i opiekuńcza. W odcinku „Mutternal Instincts” pokochała Cupcake i adoptowała jak własną córkę. W odcinku „Rebel Without a Collar” zakochuje się z wzajemnością w kojocie o imieniu Fang (ku zazdrości Lucky’ego) i chce z nim uciec, jednakże potem decyduje się wrócić. W odcinku „The General” okazało się, że jest silniejsza od Nibleta; to właśnie od tego odcinka ma na sobie różową kokardkę – prezent od generał Dolly. Jej właściciele to Johnny i Donnie.
- Strudel – jamniczka, geniusz oddziału. Nie zawsze wszystko jej wychodzi, ale nie poddaje się. Bardzo mądra, inteligentna, zdeterminowana, życzliwa i o wielkim sercu. Czasem wydaje się nieco zarozumiała. Przy pracy często asystują jej wiewiórki Mr. Nut Nut (później Pan Orzech), Sparky i kilka innych, nienazwanych. Wynalazła m.in. Bazę Wolnych Dzieciaków i Machałapę. W odcinku „Toyoshiko! Bark Friend Machine” zaprzyjaźnia się z mechaniczną suczką Toyoshiko, która była tak samo mądra jak ona.
- Squirt – sprytny Chihuahua. Ma wiele kontaktów ze zwierzętami, dzięki czemu może wytargować coś, co przyda się drużynie do misji adopcyjnych. Jego najlepszym przyjacielem jest Niblet, do którego ma trochę sceptyczne podejście, mimo to ich przyjaźń zawsze przetrwa (odcinek „Homeward Pound”).
- Niblet – owczarek staroangielski, duży i silny pies, aczkolwiek gamoniowaty, i nieporadny. Czasem wydaje się być skończonym głupolem, ale wszyscy bardzo go lubią za jego niezwykle wielkie serce. Ma młodszą siostrę z innego miotu – Rebound. W odcinku „When Niblet Met Giblet” z wzajemnością zakochuje się w Giblet – żeńskiej przedstawicielce jego rasy. Za najlepszego przyjaciela uważa Squirta.

#### Ludzie
- Leonard McLeish – właściciel siedemnastki. Trochę dziwaczny i dziecinny. Nawet jego matka podchodzi do niego trochę sceptycznie. Jego oklepane zachowanie można zobaczyć, np. w odcinku „The Truth Is in Hear”, gdzie naoglądał się filmów o UFO i myślał, że Ziemię chcą opanować Kosmici. Dzięki jego dziwności i lekkiej nieporadności, oddział Lucky’ego może w spokoju prowadzić misje adopcyjne.
- Olaf Hugglesbjork – pomocnik McLeisha. Trochę nierozgarnięty, mimo to czasem wydaje się myśleć logiczniej niż jego szef. W odcinku „Olaf in Love” z wzajemnością zakochuje się w bibliotekarce o imieniu Gertrude.

### Postacie drugoplanowe

#### Psy
- Rebound – młodsza siostra Nibleta z innego miotu. Bardzo energiczna, przyjazna i zawsze chętna do zabawy lub pomocy. Trochę naiwna. W odcinku „The Super Secret Pup Club” razem z Cupcake i Patches tworzy Super Tajny Psi Klub. Od odcinka „All Bark and Little Bite” jest Pound Puppy na stażu. Jej właścicielką jest Agatha McLeish.
- Cupcake – adoptowana córka Cookie. Miła, przyjazna i chyba najmądrzejsza życiowo z Super Tajnego Psiego Klubu, który założyła razem z Rebound i Patches. Od odcinka „All Bark and Little Bite” jest Pound Puppy na stażu. Mieszka razem z Cookie i jej właścicielami.
- Patches – dalmatyńczyk. Pojawia się dopiero w drugim sezonie. Miły, mądry, ale troszkę naiwny. Członek Super Tajnego Psiego Klubu, który założył z Cupcake i Rebound. Od odcinka „All Bark and Little Bite” jest Pound Puppy na stażu. Jego właścicielką jest Gina.
- Dolly – pudel, generał sztabu. Miła, wyrozumiała i pełna wdzięku. Pierwszy raz pojawia się w odcinku „The General”, gdzie czaruje wszystkie psy, przez co może zaprzepaścić misję adopcyjną. Potem, jednak wszystko naprawia i przeprasza.

#### Ludzie
- Agatha McLeish – mama Leonarda McLeisha, do którego ma trochę sceptyczne podejście. Z początku nienawidziła psów, ale potem, pokochała je dzięki Rebound, którą postanowiła zaadoptować. Mimo starszego wieku, chodzi na tańce i często się gimnastykuje.
- Burmistrz Jerry – szwagier Leonarda McLeisha. Egocentryczny i zarozumiały. Ma dwójkę dzieci, Seymoura i Tabithę oraz papugę o imieniu Napoleon.
- Dot Henderson – właścicielka Lucky’ego. Miła, energiczna, czasem nadpobudliwa i nachalna. Pierwszy raz pojawia się w odcinku „Lucky Gets Adopted”.
- Johnny i Donnie – właściciele Cookie. Często chcieliby się pobawić ze swoją pupilką, ale nie mają czasu, więc w odcinku „Mutternal Instincts” kupują jej do towarzystwa Cupcake.
- Gertrude P. Washburn – bibliotekarka i dziewczyna Olafa. Pierwszy raz pojawia się w odcinku „Olaf in Love”, a potem w „Good Dog, McLeish!”. Jest bardzo miła i wyrozumiała. Ma szczeniaka o imieniu Kiki.
- Claudio – włoski rybak. Typowe dziecko nieszczęść. Ma córkę Pepitę i psa Sudsa.

## Obsada
- Eric McCormack – Lucky
- René Auberjonois – Leonard McLeish
- Yvette Nicole Brown – Cookie
- John DiMaggio – Niblet
- Michael Rapaport – Squirt
- Alanna Ubach – Strudel
- M. Emmet Walsh – Olaf Hugglesbjork
- Betty White – Agatha McLeish

i inni

## Wersja polska
Opracowanie wersji polskiej:
- na zlecenie teleTOON+ – Studio Sonica (odc. 1-26),
- SDI Media Polska (odc. 27-65)

Reżyseria:
- Miriam Aleksandrowicz (odc. 1-26),
- Joanna Węgrzynowska-Cybińska (odc. 27-65)

Dialogi i tłumaczenie:
- Joanna Krejzler (odc. 1, 3, 5, 7, 9),
- Jan Chojnacki (odc. 2, 4, 6, 8, 10-12, 14, 16, 18, 20-26),
- Antonina Kasprzak (odc. 13, 15, 17, 19),
- Małgorzata Kochańska (odc. 27-65)

Dźwięk: Maciej Brzeziński (odc. 1-26)

Montaż:
- Maciej Brzeziński (odc. 1-26),
- Magdalena Waliszewska (odc. 27-31, 40-44, 50-54, 63-65)

Kierownictwo produkcji: Dorota Furtak (odc. 1-26)

Koordynator produkcji: Anita Ucińska (odc. 27-65)

Wystąpili:
- Anna Sroka-Hryń – Cookie
- Dominika Sell – Strudel
- Jan Aleksandrowicz-Krasko – Lucky
- Sławomir Pacek – Leonard McLeish
- Grzegorz Wons – 
  - burmistrz Jerry,
  - Mario (odc. 21),
  - François (odc. 25)
- Grzegorz Falkowski – Niblet
- Krzysztof Plewako-Szczerbiński – 
  - Squirt,
  - Pieszczoszek (odc. 5)
- Marta Markowicz – 
  - Czepka (odc. 3, 5),
  - Fluffy (odc. 6, 22, 24),
  - Rebound (odc. 8, 15, 17, 26-27, 29-31, 33-39, 42, 45, 47, 50, 54, 61-62, 64),
  - kobieta (odc. 9),
  - Daphne (odc. 22),
  - Annie (odc. 26),
  - Mama Dot (odc. 26),
  - gwary (odc. 9, 15, 22)

W pozostałych rolach:
- Paweł Szczesny – Olaf Hugglesbjork
- Leszek Zduń –
  - KJ Stankmeyer (odc. 1),
  - Freddie (odc. 2),
  - Ace (odc. 6, 22, 24),
  - Pucek (odc. 9),
  - Tony (odc. 12),
  - Sasaki (odc. 13)
- Rafał Fudalej –
  - Jupik (odc. 1),
  - Piegus (odc. 1-5, 9),
  - Seymour (odc. 2),
  - Pączek (odc. 9),
  - pięcioraczki (odc. 9),
  - Johnny (odc. 12, 25),
  - Charlie (odc. 19),
  - szczeniak 2 (odc. 19),
  - Nuget (odc. 20),
  - Chip (odc. 21),
  - pan Anderson (odc. 22),
  - Bill (odc. 23)
- Dorota Furtak –
  - Billy (odc. 1),
  - chłopiec (odc. 1),
  - rudy chłopiec (odc. 1),
  - dziewczynka (odc. 2),
  - chłopiec (odc. 3),
  - chłopiec (odc. 4),
  - Mittens (odc. 6),
  - lalka (odc. 7),
  - Blip (odc. 9),
  - Donny (odc. 12, 25),
  - szczeniak 1 (odc. 13),
  - głos (odc. 14),
  - mama (odc. 15),
  - dziewczynka 2 (odc. 16),
  - Husky 1 (odc. 18),
  - szczeniak 1 (odc. 19),
  - Chocko (odc. 20),
  - dziewczynka (odc. 21),
  - dzieci (odc. 21),
  - Corky (odc. 22),
  - chłopiec (odc. 25),
  - gwary (odc. 2, 4, 7, 9, 11-13, 15-16, 21-22, 26)
- Wojciech Chorąży –
  - ojciec Billy’ego (odc. 1),
  - dostawca (odc. 1),
  - lokaj (odc. 2),
  - Ralston (odc. 5, 33),
  - Burt O’Bannon (odc. 6),
  - Billy Ray (odc. 7),
  - Sterling Von Oxnard (odc. 8),
  - lokaj (odc. 8),
  - trener drużyny koszykarskiej (odc. 9),
  - pracownik (odc. 11),
  - Fang (odc. 12),
  - Geekman (odc. 13),
  - Randy (odc. 15),
  - brzydki pies (odc. 16),
  - kapitan statku (odc. 17),
  - sprzedawca (odc. 21),
  - Shmackey (odc. 22),
  - fotograf (odc. 23),
  - tata (odc. 25),
  - Szczek (odc. 26),
  - gwary (odc. 13, 26)
- Michał Świechowski –
  - komendant (odc. 1),
  - retriever (odc. 1),
  - facet (odc. 2),
  - mąż (odc. 2),
  - Tirowiec (odc. 3),
  - tata (odc. 4),
  - Shanks (odc. 5),
  - tata (odc. 6),
  - Billy Bill (odc. 7),
  - Julius (odc. 7),
  - Smok (odc. 9),
  - facet (odc. 9),
  - Bumbles (odc. 10),
  - Pilot (odc. 11),
  - pracownik (odc. 11),
  - Claw (odc. 12),
  - kot (odc. 13),
  - Milton (odc. 14),
  - tata (odc. 15),
  - myśliwy (odc. 16),
  - Claudio (odc. 17),
  - kucharz (odc. 17),
  - Len (odc. 18),
  - tata (odc. 20),
  - hycel (odc. 21),
  - Netter (odc. 21),
  - Doktor Miłość (odc. 23),
  - Pretata (odc. 26),
  - gwary (odc. 2, 4, 7-9, 12-13, 15-16, 21, 23, 26)
- Jakub Wieczorek –
  - Czyngis Kan (odc. 2),
  - Grubas (odc. 2),
  - Miazgonator (odc. 3),
  - Bernardyn (odc. 4),
  - Szrotowy Jim (odc. 7),
  - Komondor (odc. 8),
  - sędzia (odc. 9),
  - Ringbinder (odc. 10),
  - Agent Todd (odc. 11, 25),
  - robotnik (odc. 14),
  - Jean Luck (odc. 18),
  - Sarge (odc. 19),
  - Bogacz (odc. 23)
- Małgorzata Szymańska –
  - Tabitha (odc. 2),
  - mama (odc. 2),
  - dziewczyna (odc. 3),
  - Dolly (odc. 4, 13, 16, 26, 29, 46, 53-54, 64),
  - Becky (odc. 6),
  - Tip (odc. 9),
  - Gigi (odc. 10),
  - dziewczynka (odc. 12),
  - szczeniak 4 (odc. 19),
  - dziewczynki (odc. 20),
  - mama (odc. 21),
  - Ginger (odc. 21),
  - Lackey (odc. 22),
  - Kiki (odc. 23),
  - dziewczynka (odc. 25),
  - Nuf Nuf (odc. 25),
  - Kay (odc. 26),
  - Piper (odc. 31),
  - niebieska papuga (odc. 32),
  - Groomer (odc. 35),
  - Amy (odc. 47),
  - Sweetie (odc. 52),
  - dziewczynka (odc. 56),
  - Clover (odc. 57),
  - dziewczyna z końskim ogonem na włosach (odc. 63),
  - Wendy (odc. 64),
  - gwary
- Katarzyna Kozak –
  - paniusia (odc. 2),
  - żona (odc. 2),
  - Madame Pickypuss (odc. 5),
  - Mildred (odc. 8),
  - chiński pies (odc. 11),
  - kocia czarownica 2 (odc. 13),
  - mama (odc. 13),
  - Agatha McLeish (odc. 15, 17, 27-65),
  - Marge (odc. 18),
  - fryzjerka (odc. 24),
  - Agent Ping (odc. 25),
  - gwary (odc. 11)
- Miriam Aleksandrowicz – staruszka (odc. 2)
- Natalia Rewieńska –
  - kobieta (odc. 2),
  - żona burmistrza (odc. 2),
  - kobieta (odc. 3),
  - Dinky (odc. 11),
  - żona pilota (odc. 11),
  - Twiggy (odc. 13),
  - gwary (odc. 8, 11, 13)
- Bartłomiej Chowaniec –
  - Bingo (odc. 2),
  - kierownik (odc. 3),
  - Wielki Chip (odc. 5),
  - złodziej 2 (odc. 7),
  - facet 1 (odc. 8),
  - Agent Rick (odc. 11),
  - Scar (odc. 12),
  - gwary (odc. 2, 4, 7, 12)
- Natalia Sikora –
  - dziewczynka (odc. 16),
  - Gizmo (odc. 20),
  - Winnie (odc. 20, 37),
  - dziewczynka (odc. 20),
  - pani Anderson (odc. 22),
  - Gertruda (odc. 23),
  - dziewczynka (odc. 24),
  - Frannie (odc. 26),
  - gwary (odc. 2, 4, 16, 22-23)
- Michał Głowacki –
  - chłopak (odc. 3),
  - Squeak (odc. 6, 23),
  - złodziej 1 (odc. 7),
  - Kaskader Steve (odc. 7),
  - facet 2 (odc. 8),
  - Chuckles (odc. 10),
  - pracownik 2 (odc. 11),
  - Weasel (odc. 12),
  - Zoltron (odc. 15),
  - Mercer (odc. 17),
  - Tundra (odc. 18),
  - Ken (odc. 18),
  - Spoty (odc. 20),
  - tata (odc. 21),
  - hycle (odc. 21),
  - facet (odc. 22),
  - gwary (odc. 2, 4, 7-8, 11-12, 21-22)
- Barbara Zielińska –
  - Agatha McLeish (odc. 3, 8),
  - fryzjerka (odc. 13),
  - kocia czarownica 1 (odc. 13),
  - Big Jane (odc. 17),
  - pasażerka (odc. 17),
  - Millicent (odc. 42)
- Agnieszka Kudelska –
  - chłopiec 2 (odc. 4),
  - Gerald (odc. 6),
  - Whip (odc. 9),
  - chłopiec (odc. 11),
  - mama (odc. 12),
  - chłopiec (odc. 15),
  - suczka (odc. 15),
  - dziennikarka (odc. 16),
  - dziewczynka 2 (odc. 16),
  - York 1 (odc. 17),
  - Gwen (odc. 18, 58),
  - Husky 2 (odc. 18),
  - szczeniak 3 (odc. 19),
  - Scout (odc. 20),
  - chłopiec (odc. 20),
  - mama (odc. 20),
  - chłopiec (odc. 21),
  - dzieci (odc. 21),
  - Debbie (odc. 23),
  - właścicielka Cookie (odc. 25),
  - Joni (odc. 26),
  - Annie (odc. 26),
  - dzieci (odc. 26),
  - gwary (odc. 9, 12, 23, 26)
- Brygida Turowska – 
  - Marukotka (odc. 5),
  - Wagster (odc. 6),
  - Betty Bob (odc. 7),
  - Flip (odc. 9),
  - Penny (odc. 37),
  - pani Petunia (odc. 38),
  - Allyson (odc. 52),
  - chłopiec (odc. 56),
  - Hairy (odc. 60),
  - Beardy (odc. 65)
- Anna Bojara –
  - MacGuffin (odc. 5),
  - kobieta 1 (odc. 8),
  - kobieta 1 (odc. 16),
  - kelnerka (odc. 23),
  - kobieta 1 (odc. 24),
  - Lily (odc. 24),
  - Missy (odc. 26),
  - gwary (odc. 8, 16, 23, 26)
- Magdalena Piotrowska –
  - Kugel (odc. 6, 22, 24),
  - mama (odc. 6),
  - Trixie (odc. 10),
  - dziecko (odc. 16),
  - mama (odc. 25),
  - Mollie (odc. 26)
- Wojciech Słupiński –
  - kierowca (odc. 6),
  - Tiny (odc. 6, 24, 49),
  - Tyson (odc. 7),
  - spiker (odc. 8),
  - Rover (odc. 16),
  - pasażer 1 (odc. 17),
  - urzędnik (odc. 18),
  - Ben (odc. 18),
  - Meowtuhoter (odc. 43),
  - Prince (odc. 43),
  - kot-narrator (odc. 49),
  - pracownik (odc. 57)
- Mirosław Konarowski –
  - głos (odc. 10),
  - hycel (odc. 10),
  - Buddy (odc. 12)
- Joanna Pach-Żbikowska –
  - Tabu (odc. 13),
  - Toyoshiko (odc. 14),
  - dziewczyna (odc. 15),
  - szczeniak 1 (odc. 16),
  - kobieta (odc. 16),
  - York 2 (odc. 17),
  - Grase (odc. 17),
  - Pepper (odc. 19, 39),
  - Cupcake (odc. 25, 29, 33-36, 38-39),
  - Dot (odc. 26),
  - gwary
- Waldemar Barwiński – 
  - jednooki (odc. 13),
  - Antonio (odc. 46),
  - Marshmallow (odc. 48)
- Robert Jarociński – 
  - Sven (odc. 18, 24),
  - Wysoki (odc. 19)
- Wojciech Szymański – 
  - komentator (odc. 18),
  - Biggles (odc. 19),
  - Slick (odc. 21),
  - Chubba (odc. 24)
- Piotr Bartoszewski –
  - Fred (odc. 18),
  - strażnik (odc. 19)
- Klementyna Umer – 
  - Tabitha (odc. 27),
  - gwary
- Krzysztof Cybiński –
  - pies 3 (odc. 27),
  - pan Orzech (odc. 28-29, 32, 34, 37-39, 41, 46, 52, 65),
  - niedźwiedź (odc. 29),
  - doberman #1 (odc. 29),
  - robotnik 2 (odc. 32),
  - pan Y (odc. 32-33, 35),
  - Sparky (odc. 32, 34, 37-39, 41, 46, 51-53, 59, 65),
  - Cuddlesworth (odc. 33),
  - pelikan (odc. 34),
  - ojciec Sary (odc. 38),
  - psi agent z Wenezueli #1 (odc. 46),
  - reporter #2 (odc. 47),
  - kot (odc. 47),
  - Squeak (odc. 50),
  - Muty (odc. 50),
  - uliczny pies #2 (odc. 52),
  - spiker (odc. 52),
  - kot (odc. 52),
  - pilot helikoptera (odc. 53),
  - bulldog (odc. 54),
  - Louie (odc. 54),
  - Chester (odc. 56),
  - McBowser (odc. 56),
  - przywódca kosmitów (odc. 57),
  - gwary
- Karol Jankiewicz –
  - siatkarz (odc. 27),
  - pracownik salonu piękności (odc. 29),
  - Simon (odc. 30),
  - gwary
- Artur Kaczmarski –
  - spiker #2 (odc. 27),
  - Buford (odc. 30),
  - pan Taco (odc. 30),
  - senator Foster (odc. 30),
  - Ralphie (odc. 32),
  - Sammy Kegelman (odc. 36),
  - doktor Cooper (odc. 44),
  - Eugene (odc. 47),
  - Steven (odc. 52),
  - spiker (odc. 56),
  - jeździec (odc. 57),
  - Merv Micheals (odc. 59),
  - członek kwartetu #1 (odc. 61),
  - pan Henderson (odc. 65)
- Zbigniew Konopka –
  - kierowca autobusu (odc. 27),
  - biznesmen (odc. 30),
  - Dash Whipped (odc. 64-65)
- Alicja Kozieja –
  - dziewczynka (odc. 27),
  - Kaylee (odc. 30),
  - Poopsie (odc. 30),
  - Amelia (odc. 43)
- Cezary Kwieciński –
  - Trevor (odc. 27),
  - Withers (odc. 40),
  - Pikel (odc. 50),
  - Hiker (odc. 51),
  - prezydent Bigman (odc. 53),
  - listonosz (odc. 54),
  - kosmita (odc. 57),
  - bogacz (odc. 59)
- Małgorzata Lalowska –
  - mama Tabithy (odc. 27),
  - mewa (odc. 27),
  - Camelia (odc. 31),
  - Brisbane (odc. 45),
  - pani Vanvoorhees (odc. 45),
  - szczeniak (odc. 46),
  - Kugel (odc. 49-50),
  - ogrodniczka (odc. 49),
  - Lisa (odc. 51),
  - mama Dot (odc. 58)
- Karol Osentowski – 
  - pies 2 (odc. 27),
  - gwary
- Marek Robaczewski – 
  - pan X (odc. 27-29, 32),
  - Princess (odc. 28),
  - Al (odc. 30),
  - Mortimer (odc. 31),
  - rakarz (odc. 31),
  - sir Winston Windmill (odc. 39),
  - Ojciech Sveltany (odc. 42),
  - Bernie (odc. 50),
  - hycel (odc. 55)
- Monika Rowińska –
  - nastolatek #1 (odc. 27),
  - Zipper (odc. 27),
  - Pooches (odc. 47),
  - Butters (odc. 50),
  - Peppy (odc. 52),
  - mama Tommy’ego (odc. 52),
  - Noodles (odc. 60),
  - pani Henderson (odc. 65)
- Anna Sztejner –
  - chłopiec (odc. 27),
  - nastolatek #2 (odc. 27),
  - pracowniczka salonu piękności (odc. 29),
  - różowa papuga (odc. 35),
  - Yacysyhn (odc. 40),
  - Pippy (odc. 47),
  - chłopiec (odc. 56),
  - Leo (odc. 59)
- Joanna Węgrzynowska-Cybińska –
  - matka jednego z nastolatków (odc. 27),
  - pracowniczka salonu piękności (odc. 29),
  - oficer Meyer (odc. 31),
  - instruktorka (odc. 33),
  - mama Katy (odc. 35),
  - żółta papuga (odc. 35),
  - reporterka (odc. 36),
  - Gail (odc. 37),
  - kucyk (odc. 37),
  - Kelly (odc. 38),
  - rybka (odc. 38),
  - babka (odc. 40),
  - kot (odc. 41),
  - mama Percy’ego (odc. 41),
  - mama Toddlera (odc. 41, 51),
  - głos auta (odc. 42),
  - komputer (odc. 46),
  - Pupster (odc. 46),
  - Jessie (odc. 48),
  - Fluffy (odc. 49),
  - Suzanne (odc. 50),
  - kot #1 (odc. 52),
  - Tommy (odc. 52),
  - Trudy (odc. 53),
  - mama Emily (odc. 56),
  - pani Bower (odc. 60),
  - dziewczyna (odc. 63),
  - Pugford (odc. 64),
  - gwary
- Janusz Wituch –
  - pan Y (odc. 27-31),
  - Wally (odc. 28),
  - gwary
- Karol Wróblewski –
  - Brutus (odc. 27),
  - pracownik na budowie (odc. 29),
  - gwary
- Julia Dołęga –
  - dziewczynka (odc. 28),
  - Sally Mae (odc. 30)
- Katarzyna Łaska –
  - pracowniczka salonu piękności (odc. 28),
  - Patches (odc. 33, 35-36, 38-39, 42, 45, 47, 50, 64),
  - gwary
- Zofia Pankratz – Gina (odc. 28)
- Grzegorz Żórawski –
  - niedźwiedź (odc. 29),
  - malarz (odc. 29),
  - doberman (odc. 47),
  - reporter #3 (odc. 47),
  - wilk (odc. 48),
  - ptak (odc. 48),
  - gwary
- Andrzej Blumenfeld –
  - Barlow (odc. 29),
  - strażak (odc. 30)
- Bartosz Martyna –
  - Mutt (odc. 30-31, 63),
  - reporter (odc. 31),
  - kierowca autobusu (odc. 32),
  - pan X (odc. 33, 35),
  - Humphrey (odc. 35),
  - Flunkelmeister (odc. 41),
  - Yakov (odc. 42),
  - Fuzyymuffin (odc. 49),
  - szef (odc. 53),
  - iguana (odc. 62),
  - orzeł (odc. 63),
  - Stuffy (odc. 63),
  - gwary
- Beata Wyrąbkiewicz –
  - Kipster (odc. 30),
  - dziewczynka (odc. 41),
  - Donnie (odc. 47),
  - reporter #1 (odc. 47),
  - mama Allyson (odc. 52),
  - szczeniak #2 (odc. 55),
  - Emily (odc. 56),
  - Pepita (odc. 60),
  - bogaczka (odc. 60),
  - gwary
- Maja Konkel – Jilly (odc. 30)
- Miłosz Konkel –
  - Benji (odc. 30),
  - Billy (odc. 31),
  - Freddie (odc. 39),
  - chłopak na rolkach (odc. 40),
  - Percy (odc. 41)
- Franciszek Przanowski – Willie (odc. 31)
- Łukasz Węgrzynowski – 
  - robotnik #1 (odc. 31),
  - gwary
- Jarosław Domin –
  - Napoleon (odc. 32),
  - Slids (odc. 33),
  - Schleppy (odc. 33)
- Amelia Natkaniec –
  - Katy (odc. 32),
  - Izzy (odc. 41)
- Grzegorz Kwiecień –
  - Foofoo (odc. 35),
  - dostawca kwiatów (odc. 41),
  - kierowca autobusu (odc. 61)
- Wojciech Paszkowski –
  - Monsieur Mitch (odc. 33),
  - pan Juliusz (odc. 33),
  - Walter (odc. 43)
- Magdalena Krylik –
  - Pepita (odc. 34),
  - Jenny (odc. 37),
  - Kruszynka (odc. 40),
  - Jennifer (odc. 58),
  - dziewczynka (odc. 60),
  - Yo-Yo (odc. 61),
  - małpa (odc. 62),
  - sportsmenka (odc. 64),
  - szczeniak (odc. 65)
  - gwary
- Jan Kulczycki – kapitan Pete (odc. 34)
- Tomasz Steciuk – Claudio (odc. 34)
- Zbigniew Suszyński – Salty (odc. 34)
- Bożena Furczyk –
  - inspektorka (odc. 36),
  - mama Molly (odc. 36),
  - Madison (odc. 37),
  - pani Brewster (odc. 37),
  - Babs (odc. 40),
  - dziewczyna #2 (odc. 40),
  - Lenore (odc. 58),
  - gwary
- Michał Podsiadło –
  - spiker (odc. 36),
  - Salty (odc. 37),
  - Ralph (odc. 39, 49, 57)
  - Buzz (odc. 53),
  - doberman (odc. 54),
  - Frank (odc. 54)
- Paulina Sacharczuk –
  - Molly (odc. 36),
  - Checkers (odc. 37),
  - Darren (odc. 47),
  - Lola (odc. 48),
  - szczeniak #1 (odc. 55),
  - mama Millarda (odc. 58),
  - pani Parker (odc. 59)
  - Jen (odc. 60),
  - Axel (odc. 63),
  - gwary
- Julia Kołakowska-Bytner –
  - Nougat (odc. 37),
  - Kim (odc. 38),
  - JD (odc. 52),
  - Dot (odc. 58, 64-65)
- Jacek Król –
  - listonosz (odc. 37),
  - psi agent z Wenezueli #1 (odc. 46),
  - farmer Frank (odc. 48),
  - gwary
- Weronika Łukaszewska –
  - Julie (odc. 37),
  - Cupcake (odc. 42, 45, 47, 50, 64)
- Agnieszka Mrozińska – 
  - Vanilli (odc. 37),
  - gwary
- Miłogost Reczek –
  - Grubo (odc. 37),
  - Kris Jingles (odc. 39),
  - gwary
- Agata Warda –
  - Farfel (odc. 37),
  - doktor Trudy (odc. 37),
  - Runt (odc. 37),
  - gwary
- Anna Wodzyńska –
  - Ann (odc. 37),
  - Sarah (odc. 37),
  - Eve (odc. 49),
  - Cheryl (odc. 51),
  - Isabelle (odc. 53),
  - uczennica (odc. 53),
  - Stephanie (odc. 54)
  - Emily (odc. 56)
- Angelika Kurowska –
  - Roxie (odc. 37),
  - Angela (odc. 39)
- Mieczysław Morański – Gerald (odc. 38)
- Wojtek Cygan – Colangelo (odc. 40)
- Agnieszka Fajlhauer –
  - babka w telefonie (odc. 40),
  - dziewczyna #1 (odc. 40),
  - kot (odc. 40),
  - Puddles (odc. 44),
  - chłopiec (odc. 47),
  - Daisy (odc. 47),
  - mama Mii (odc. 51),
  - owca (odc. 51),
  - szczeniak (odc. 53),
  - Tony (odc. 54),
  - Joni (odc. 58),
  - Sumalee (odc. 61),
  - Solo (odc. 62),
  - Wiggles (odc. 64),
  - gwary
- Agnieszka Kunikowska –
  - Dimples (odc. 40),
  - Lillian (odc. 44),
  - mama dziewczynki (odc. 60),
  - pani Wattana (odc. 61)
- Jakub Szydłowski –
  - Brimley (odc. 40),
  - pan Balk (odc. 43),
  - profesor Schmierkankle (odc. 44),
  - Dan (odc. 47),
  - Gary (odc. 47),
  - R.J. (odc. 47),
  - skunks (odc. 47),
  - Claudio (odc. 48, 59, 61),
  - wilk (odc. 48),
  - spiker (odc. 52),
  - agent Francois (odc. 53),
  - grocer (odc. 53),
  - sprzedawca (odc. 53),
  - wiceprezydent Chumley (odc. 53),
  - Doc (odc. 60),
  - łasica (odc. 62),
  - gwary
- Magda Kusa – Tiffy (odc. 41)
- Zofia Modej – Miffy (odc. 41)
- Marek Moryc – Henry (odc. 41)
- Andrzej Chudy – 
  - agent Mugs (odc. 42),
  - Irving (odc. 42)
- Zuzanna Jaźwińska – Svetlana (odc. 42)
- Krzysztof Zakrzewski – pan Thatcher (odc. 43)
- Łukasz Krystowski – Sam (odc. 44)
- Hanna Kinder-Kiss – Jefferson (odc. 45)
- Mikołaj Klimek –
  - dyrektor Delfuego (odc. 45),
  - Shagface (odc. 48),
  - Alley Dog 1 (odc. 52),
  - ochroniarz (odc. 52),
  - Mongo (odc. 62)
- Monika Węgiel –
  - nauczycielka (odc. 45),
  - Giblet (odc. 48),
  - Ace (odc. 49-50)
- Beata Tzimas –
  - Bobo (odc. 49),
  - Chauncey (odc. 49),
  - Madeline (odc. 49),
  - uczeń (odc. 53),
  - Bart (odc. 54),
  - Joey Wald (odc. 57)
- Tomasz Borkowski –
  - Champ (odc. 51),
  - Hench (odc. 53),
  - tata-niedźwiedź (odc. 53)
- Małgorzata Kozłowska –
  - Sharon (odc. 51),
  - Ruby (odc. 59)
- Antonina Oraczewska –
  - Karen (odc. 51),
  - dziewczynka (odc. 56)
- Pola Zdybicka – Mia (odc. 51)
- Tomasz Grochoczyński –
  - Stain (odc. 52),
  - Wheezy Stray (odc. 52)
- Monika Pikuła – agentka Ping (odc. 53, 62)
- Agata Żórawska – 
  - szczeniak #1 (odc. 55),
  - Pat (odc. 58)
- Piotr Olański –
  - pies (odc. 55),
  - Millard (odc. 58)
- Zuzanna Galia –
  - Jackpot (odc. 56),
  - Sweet Pea (odc. 59)
- Jacek Kopczyński – Bert (odc. 56)
- Leszek Filipowicz –
  - Shattner (odc. 61),
  - Stinkman (odc. 65)
- Anna Gajewska – Stiffwishers (odc. 64)

i inni
Teksty piosenek (odc. 2, 23, 26): Marek Krejzler

Śpiewali:
- Paweł Szczesny (odc. 2),
- Maciej Sapiński (odc. 23, 26),
- Anna Sroka (odc. 26),
- Natalia Sikora (odc. 26),
- Małgorzata Szymańska (odc. 26),
- Michał Świechowski (odc. 26),
- Dorota Furtak (odc. 26),
- Beata Wyrąbkiewicz,
- Artur Kaczmarski,
- Patrycja Kotlarska

i inni
Lektor: Jan Aleksandrowicz-Krasko

## Spis odcinków
| Premiera odcinka | Premiera odcinka | N/o | Polski tytuł                      | Angielski tytuł                    |
| ---------------- | ---------------- | --- | --------------------------------- | ---------------------------------- |
|                  |                  |     |                                   |                                    |
| SERIA PIERWSZA   |                  |     |                                   |                                    |
|                  |                  |     |                                   |                                    |
| 10.10.2010       | 01.01.2013       | 01  | brak tytułu                       | The Yipper Caper                   |
|                  |                  |     |                                   |                                    |
| 29.10.2010       | 02.01.2013       | 02  | brak tytułu                       | Nightmare on Pound Street          |
|                  |                  |     |                                   |                                    |
| 05.11.2010       | 03.01.2013       | 03  | brak tytułu                       | Rebound                            |
|                  |                  |     |                                   |                                    |
| 19.11.2010       | 04.01.2013       | 04  | brak tytułu                       | The General                        |
|                  |                  |     |                                   |                                    |
| 03.12.2010       | 05.01.2013       | 05  | brak tytułu                       | The Prince and the Pupper          |
|                  |                  |     |                                   |                                    |
| 17.12.2010       | 06.01.2013       | 06  | brak tytułu                       | Catcalls                           |
|                  |                  |     |                                   |                                    |
| 24.12.2010       | 07.01.2013       | 07  | brak tytułu                       | King of the Heap                   |
|                  |                  |     |                                   |                                    |
| 13.08.2011       | 08.01.2013       | 08  | Urodzony zwycięzca                | My Fair Rebound                    |
|                  |                  |     |                                   |                                    |
| 13.08.2011       | 09.01.2013       | 09  | Pięcioraczki                      | Quintuplets                        |
|                  |                  |     |                                   |                                    |
| 20.08.2011       | 10.01.2013       | 10  | Pies akrobata                     | Dog on a Wire                      |
|                  |                  |     |                                   |                                    |
| 27.08.2011       | 11.01.2013       | 11  | W stronę domu                     | Homeward Pound                     |
|                  |                  |     |                                   |                                    |
| 10.09.2011       | 12.01.2013       | 12  | Buntownik bez obroży              | Rebel Without a Collar             |
|                  |                  |     |                                   |                                    |
| 01.10.2011       | 13.01.2013       | 13  | Tabu                              | Taboo                              |
|                  |                  |     |                                   |                                    |
| 08.10.2011       | 14.01.2013       | 14  | Toyoshiko, szczekający przyjaciel | Toyoshiko! Bark Friend Machine     |
|                  |                  |     |                                   |                                    |
| 15.10.2011       | 15.01.2013       | 15  | Zoltron                           | Zoltron                            |
|                  |                  |     |                                   |                                    |
| 22.10.2011       | 16.01.2013       | 16  | Bardzo dziwny pies                | The Really Weird Dog               |
|                  |                  |     |                                   |                                    |
| 12.11.2011       | 17.01.2013       | 17  | Pieski rejs                       | Bone Voyage                        |
|                  |                  |     |                                   |                                    |
| 19.11.2011       | 18.01.2013       | 18  | Śnieżny problem                   | Snow Problem                       |
|                  |                  |     |                                   |                                    |
| 26.11.2011       | 19.01.2013       | 19  | Rekrutka                          | K9 Kid                             |
|                  |                  |     |                                   |                                    |
| 03.12.2011       | 20.01.2013       | 20  | Pies czy wiewiórka                | The Call of the Squirreldog        |
|                  |                  |     |                                   |                                    |
| 10.12.2011       | 21.01.2013       | 21  | Nieoczekiwane spotkanie           | I Never Barked for My Father       |
|                  |                  |     |                                   |                                    |
| 17.12.2011       | 22.01.2013       | 22  | Bestia McLeish                    | McLeish Unleashed                  |
|                  |                  |     |                                   |                                    |
| 07.01.2012       | 23.01.2013       | 23  | Zakochany Olaf                    | Olaf in Love                       |
|                  |                  |     |                                   |                                    |
| 14.01.2012       | 24.01.2013       | 24  | Powrót Kennel Kittens             | Kennel Kittens Return              |
|                  |                  |     |                                   |                                    |
| 21.01.2012       | 25.01.2013       | 25  | Matyczny instynkt                 | Mutternal Instincts                |
|                  |                  |     |                                   |                                    |
| 28.01.2012       | 26.01.2013       | 26  | Lucky znajduje dom                | Lucky Gets Adopted                 |
|                  |                  |     |                                   |                                    |
| SERIA DRUGA      |                  |     |                                   |                                    |
|                  |                  |     |                                   |                                    |
| 02.06.2012       | 14.04.2014       | 27  | Zipper łapaczka dysków            | Zipper the Zoomit Dog              |
|                  |                  |     |                                   |                                    |
| 09.06.2012       | 15.04.2014       | 28  | Fałszywa księżniczka              | The Fraud Princess                 |
|                  |                  |     |                                   |                                    |
| 16.06.2012       | 16.04.2014       | 29  | Supertajny Klub Szczeniaka        | The Super Secret Pup Club          |
|                  |                  |     |                                   |                                    |
| 23.06.2012       | 17.04.2014       | 30  | Barlow                            | Barlow                             |
|                  |                  |     |                                   |                                    |
| 30.06.2012       | 18.04.2014       | 31  | Awantura o Camelię                | There’s Something About Camelia    |
|                  |                  |     |                                   |                                    |
| 07.07.2012       | 21.04.2014       | 32  | Dobry pies McLeish                | Good Dog, McLeish!                 |
|                  |                  |     |                                   |                                    |
| 14.07.2012       | 23.04.2014       | 33  | Klub Hau Hau                      | The Ruff Ruff Bunch                |
|                  |                  |     |                                   |                                    |
| 21.07.2012       | 24.04.2014       | 34  | Salty                             | Salty                              |
|                  |                  |     |                                   |                                    |
| 28.07.2012       | 22.04.2014       | 35  | Skrzekacz                         | Squawk                             |
|                  |                  |     |                                   |                                    |
| 04.08.2012       | 29.04.2014       | 36  | Gwiazda z przypadku               | The Accidental Pup Star            |
|                  |                  |     |                                   |                                    |
| 11.08.2012       | 25.04.2014       | 37  | Zakaz wstępu psom                 | No Dogs Allowed                    |
|                  |                  |     |                                   |                                    |
| 03.11.2012       | 28.04.2014       | 38  | Wcześniaki                        | Pound Preemies                     |
|                  |                  |     |                                   |                                    |
| 24.11.2012       | 30.04.2014       | 39  | Prezenty pod choinkę              | I Heard the Barks on Christmas Eve |
|                  |                  |     |                                   |                                    |
| SERIA TRZECIA    |                  |     |                                   |                                    |
|                  |                  |     |                                   |                                    |
| 01.06.2013       | 06.06.2014       | 40  | brak tytułu                       | Working K-9 to 5                   |
|                  |                  |     |                                   |                                    |
| 01.06.2013       | 06.06.2014       | 41  | brak tytułu                       | Cuddle Up Buttercup                |
|                  |                  |     |                                   |                                    |
| 08.06.2013       | 09.06.2014       | 42  | brak tytułu                       | The Pups Who Loved Me              |
|                  |                  |     |                                   |                                    |
| 15.06.2013       | 09.06.2014       | 43  | brak tytułu                       | Fright at the Museum               |
|                  |                  |     |                                   |                                    |
| 23.06.2013       | 10.06.2014       | 44  | brak tytułu                       | Puddles the Problem Pup            |
|                  |                  |     |                                   |                                    |
| 29.06.2013       | 10.06.2014       | 45  | brak tytułu                       | It's Elementary My Dear Pup Club   |
|                  |                  |     |                                   |                                    |
| 06.07.2013       | 11.06.2014       | 46  | brak tytułu                       | Hot Dawg!                          |
|                  |                  |     |                                   |                                    |
| 13.07.2013       | 11.06.2014       | 47  | brak tytułu                       | I'm Ready for my Close Pup         |
|                  |                  |     |                                   |                                    |
| 20.07.2013       | 12.06.2014       | 48  | brak tytułu                       | When Niblet Met Giblet             |
|                  |                  |     |                                   |                                    |
| 27.07.2013       | 16.06.2014       | 49  | brak tytułu                       | Once a Ralph, Always a Ralph       |
|                  |                  |     |                                   |                                    |
| 03.08.2013       | 13.06.2014       | 50  | brak tytułu                       | Hello Kitten                       |
|                  |                  |     |                                   |                                    |
| 10.08.2013       | 16.06.2014       | 51  | brak tytułu                       | Beauty is Only Fur Deep            |
|                  |                  |     |                                   |                                    |
| 17.08.2013       | 12.06.2014       | 52  | brak tytułu                       | The Watchdogs                      |
|                  |                  |     |                                   |                                    |
| 17.08.2013       | 13.06.2014       | 53  | brak tytułu                       | Hail to the Chief                  |
|                  |                  |     |                                   |                                    |
| 24.08.2013       | 17.06.2014       | 54  | brak tytułu                       | All Bark and Little Bite           |
|                  |                  |     |                                   |                                    |
| 31.08.2013       | 17.06.2014       | 55  | brak tytułu                       | Lucky the Dunce                    |
|                  |                  |     |                                   |                                    |
| 07.09.2013       | 18.06.2014       | 56  | brak tytułu                       | Back in Action                     |
|                  |                  |     |                                   |                                    |
| 14.09.2013       | 19.06.2014       | 57  | brak tytułu                       | The Truth Is in Hear               |
|                  |                  |     |                                   |                                    |
| 21.09.2013       | 18.06.2014       | 58  | brak tytułu                       | No More S'mores                    |
|                  |                  |     |                                   |                                    |
| 28.09.2013       | 19.06.2014       | 59  | brak tytułu                       | Doubles Trouble                    |
|                  |                  |     |                                   |                                    |
| 05.10.2013       | 20.06.2014       | 60  | brak tytułu                       | Little Monster                     |
|                  |                  |     |                                   |                                    |
| 12.10.2013       | 20.06.2014       | 61  | brak tytułu                       | Rebound's First Symphony           |
|                  |                  |     |                                   |                                    |
| 19.10.2013       | 23.06.2014       | 62  | brak tytułu                       | Lord of the Fleas                  |
|                  |                  |     |                                   |                                    |
| 26.10.2013       | 24.06.2014       | 63  | brak tytułu                       | The Road to Empawerment            |
|                  |                  |     |                                   |                                    |
| 09.11.2013       | 24.06.2014       | 64  | brak tytułu                       | The Pupple's Court                 |
|                  |                  |     |                                   |                                    |
| 16.11.2013       | 23.06.2014       | 65  | brak tytułu                       | Lucky Has to Move                  |
|                  |                  |     |                                   |                                    |